# Wodorotlenek fransu
Wodorotlenek fransu, FrOH – hipotetyczny związek nieorganiczny z grupy wodorotlenków zawierający frans.
Prawdopodobnie można go otrzymać poprzez reakcję metalicznego fransu z wodą:
2Fr + 2H
2O → 2FrOH + H
2↑
Reakcja powinna przebiec wybuchowo.
Przewiduje się, że może być silniejszą zasadą od wodorotlenku cezu, CsOH.